# Cuesta del Negro
Cuesta del Negro es un yacimiento arqueológico argárico situado en el municipio de Purullena, en la provincia de Granada, España. Se levanta sobre diversas colinas y laderas entre los 900 y 1000 m s. n. m., entre un altiplano al NE y el río Fardes al SE. Está siendo excavado sistemáticamente y, gracias a ello, se han podido identificar entre dos y cuatro fases de ocupación relacionadas con la cultura argárica: según los autores, serían la I y II o bien la I, II, III y IV.

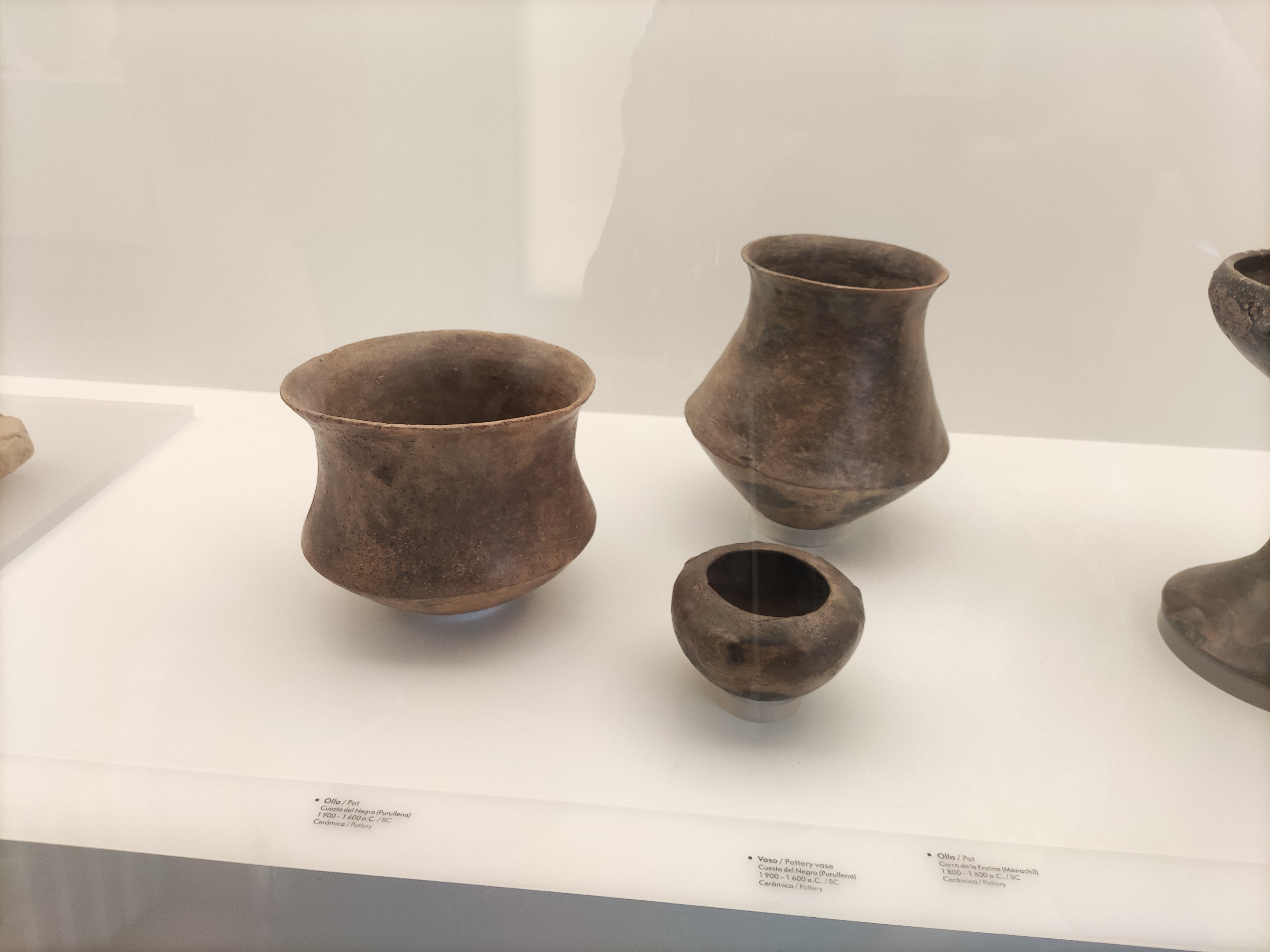
Cerámica de Cuesta del Negro Museo Arqueológico de Granada

En Cuesta del Negro las viviendas se levantaron mediante tapiales sustentados gracias a postes de madera insertados en pequeños zócalos de piedra. La zona más elevada del poblado es asimismo la más fortificada, siendo donde aparecen los enterramientos más ricos y algunos restos faunísticos exclusivos, como sucede también en Peñalosa y el Cerro de la Encina. Se ha comprobado que algunos elementos cerámicos funerarios se fabricaron especialmente para cumplir con tal función, sobre todo en el caso de la élite. Entre los ajuares excavados se han hallado restos animales. Se han documentado sepulturas infantiles con ricas ofrendas, lo cual denota una posición social hereditaria. También se han encontrado enterramientos pobres en las mismas viviendas que otros ricos, lo cual ha sido interpretado como consecuencia de la existencia de siervos domésticos que eran explotados por la clase dirigente, pero no todos los autores están de acuerdo al respecto.
Han sido excavadas 36 sepulturas, de las que 34 eran fosas y dos urnas cerámicas correspondientes a niños. La mayoría de las fosas son individuales pero también las hay dobles y triples. Entre los artefactos encontrados destacan un brazal de arquero, un cuchillo de cuatro remaches, diversos tipos de cuchillos-puñales, brazaletes de cobre, un collar de cuentas y un molde de hacha superpuesto que permitía la fabricación de dos hachas simultáneamente, aunque no se ha encontrado ninguna. Las manufacturas presentan evidentes paralelismos con el Cerro de la Encina, otro yacimiento cercano.
La fauna del momento estaría representada por el ciervo, el corzo, el jabalí, el oso, el lince, el lobo, la liebre y el sisón, lo cual indicaría la presencia de un bosque mixto con algunos espacios abiertos en las zonas más secas. El hecho de que se hayan encontrado restos de castor ha sido interpretado por algunos investigadores como un indicador de que el clima en época argárica era más húmedo que el actual. La fauna salvaje hallada solo supone un volumen del 5% total, estando bien representadas especies domésticas como el buey, el caballo, la cabra, la oveja y el cerdo. Se ha destacado la existencia de restos de águilas en dos tumbas, lo cual ha sugerido interpretaciones con sentido místico.
En Cuesta del Negro se ha encontrado bien definida la fase posterior al mundo argárico, el Bronce final, apreciándose una clara continuidad, aunque decadente, entre ambos episodios culturales.